# Pires do Rio (Goiás)
| \| Pires do Rio \|                        |
| Lage der Kleinstadt Pires do Rio in Goiás |
| Pires do Rio                              |

| Pires do Rio |

Pires do Rio ist eine brasilianische Gemeinde im Bundesstaat Goiás in der Region Mittelwesten. Sie liegt südsüdwestlich der brasilianischen Hauptstadt Brasília und südöstlich von Goiânia, der Hauptstadt des Bundesstaates.

## Geographische Lage
Pires do Rio grenzt
- im Nordosten an Orizona
- im Südosten an Urutaí mit dem Rio Corumbá als Grenzfluss
- im Süden an Ipameri und Caldas Novas via den Corumbá-Stausee
- im Westen an Santa Cruz de Goiás und Palmelo
- im Nordwesten an Cristianópolis und Vianópolis

Die Entfernung zur Hauptstadt Goiânia beträgt 144 km über die Bundesstraße BR-352 (GO-020) via Cristianópolis und Bela Vista de Goiás.

## Persönlichkeiten
- Fábio Pena (* 1990), Fußballspieler